# Caron n.º 162
Caron n.º 162 es un municipio rural canadiense situado en la provincia de Saskatchewan.

## Superficie
Caron n.º 162 tiene una superficie de 566,74 km².

## Demografía
En 2021, tenía 603 habitantes, una densidad poblacional de 1,1 hab./km², y 233 viviendas.